# Chazar (Rosja)
Chazar (ros. Хазар) – wieś w Rosji, w Dagestanie, w rejonie derbenckim. W 2010 liczyła 4809 mieszkańców.